# Пааво Берглунд
Пааво Аллан Енгельберт Берглунд (фін. Paavo Allan Engelbert Berglund; нар. 14 квітня 1929, Гельсінкі — † 25 січня 2012 року) — фінський диригент.
Починав свою кар'єру як скрипаль, з 15 років грав у ресторанах, в 1949 році поступив скрипалем в Симфонічний оркестр Фінського радіо. У тому ж році дебютував як диригент на чолі маленького власного оркестру, в 1956 р. став асистентом диригента у своєму основному колективі — Симфонічному оркестрі Фінського радіо, а в 1962-1971 роках очолював його. Потім у 1972-1979 рр.. головний диригент Борнмутського симфонічного оркестру, одночасно в 1975-1979 рр.. керував Гельсінським філармонічним оркестром. Надалі він також очолював Королівський Стокгольмський симфонічний оркестр (1989-1990) і Данський Королівський оркестр (1993-1998).
Записав всі симфонії (повний комплект — тричі з різними оркестрами) та інші симфонічні твори Яна Сібеліуса, всі симфонії Йоганнеса Брамса і Карла Нільсена, твори Вільяма Волтона, Дмитра Шостаковича, Едварда Гріга .